# Оуэнс, Кэлвин
Кэлвин «Маэстро» Оуэнс (англ. Calvin «Maestro» Owens; 23 апреля 1929, Хьюстон, Техас, США — 21 февраля 2008, Хьюстон, Техас, США) — американский блюзовый трубач и композитор. Номинант Blues Music Awards в номинации  «Блюзовый инструменталист — духовые» (2004—2008), «Альбом соул-блюза» (2007) .

## Биография
Родился в Хьюстоне в 1929 году. Мать Оуэнса Бланш Уэйр была родом из Нового Орлеана и делилась с сыном воспоминаниями о Луи Армстронге. К 13 годам Оуэнс, работая в местном боулинге, сумел накопить на свой первый инструмент и взял свои первые несколько уроков игры на трубе у местного музыканта Чарльза «Папы Чарли» Льюиса. В школе Филлиса Уитли Оуэнс был назначен руководителем школьного оркестра. В 1949 году, к окончанию школы,  уже начал профессионально играть, так в конце 1940-х работал с Лайтнином Хопкинсом. Несколько лет играл в разных блюзовых коллективах, пока в 1953 году его не пригласил в свою группу Би Би Кинг. В течение четырёх лет он гастролировал с Би Би Кингом, но затем вернулся в Хьюстон с намерением закончить своё образование в Техасском Южном университете. Но этого не случилось, и Оуэнс снова стал вечерами работать в клубах, а днём на местной фабрике Maxwell House Coffee. Также в то время он работал директором по поиску и развитию талантов и студийным музыкантом в Peacock Records.
В 1969 году записал сингл «Sawdust Alley»/«The Cat», затем в 1970-е записывался с некоторыми артистами, например с Джо Медуиком и Питом Мейесом. В 1978 году Оуэнс вновь присоединился к группе Би Би Кинга, став руководителем его группы, записал с ним три альбома, и гастролировал по всему миру, давая по 200 концертов в году, вплоть до 1984 года. При участии Оуэнса был записан альбом-победитель Грэмми Blues 'n' Jazz 1983 года, где все аранжировки принадлежали Оуэнсу . Кэлвин Оуэнс участвовал в турне Би Би Кинга по СССР в 1979 году . 
Затем Оуэнс создал собственную группу и поселился в Бельгии у своей второй жены. В Бельгии он продолжал карьеру на местном уровне, записался в нескольких альбомах бельгийской группы Blue Blot; также в альбоме Отиса Гранда He Knows The Blues 1992 года. Записал несколько релизов на европейских лейблах. На его первом релизе True Blue, в 2005 году переизданном, записались гостями такие музыканты как его бывший шеф Би Би Кинг и Джонни Коупленд. Во втором альбоме That's Your Booty гостем выступил Отис Клей; альбом также был впоследствии переиздан. В 1997 году вернулся в Хьюстон, организовав собственный лейбл Sawdust Alley Records. В 1998 году выпустил свой дебютный в США альбом Another Concept. В 2000 году выпустил сборник своих лучших вещей и записал альбом Stop Lying In My Face. В 2002 году вышел альбом The House Is Burnin, на котором гостями выступили Труди Линн и Глория Эдвардс, которые много работали с Оуэнсом в дальнейшем. C 2004 по 2008 год претендовал на Blues Music Awards в номинации  «Блюзовый инструменталист — духовые», а его альбом The Calvin Owens Show vol.2 — I Ain't Gonna Be Yo' Dog No Mo' в 2007 году претендовал на звание лучшего альбома соул-блюза. 
Оуэнс работал со многими звёздами блюза, такими как Ти-Боун Уокер, Эймос Милберн, Биг Джо Тёрнер, Джуниор Паркер, Джонни Коупленд, Отис Клей, Томми Кастро. Питая очевидную склонность к джазу он работал и записывался со многими выдающимися саксофонистами, такими как Арнетт Кобб, Дэвид «Толстяк» Ньюман и Уилтон Фелдер из группы Crusaders. Основал Sawdust Alley Preservation Foundation, занимающейся содействием образованию, сохранению и развитию оркестров биг-бэнда . 
Кэлвин Оуэнс скончался в Хьюстоне 21 февраля 2008 года в возрасте 78 лет от почечной недостаточности, развившейся после операции по поводу рака печени . Помимо собственной карьеры он также работал продюсером на мемфисской звукозаписывающей компании Kiondict, директором по поиску и развитию талантов и студийным музыкантом в Peacock Records, а также аранжировщиком в студии звукозаписи A&M в Лос-Анджелесе  . 
«Как только он начинает играть, его музыка раскрывается удивительным диапазоном и мощью, а также неподражаемой эстетикой. Игра мистера Оуэнса на трубе точна и лирична, порой нежна, порой груба, но неизменно завораживает» .

## Дискография
- 1992: True Blue (без лейбла)
- 1996: Calvin Owens And His Blues Orchestra  — That's Your Booty (TA2 Records)
- 1998: Calvin Owens And His Orchestra — Another Concept (Sawdust Alley Records)
- 1998: Norma Zenteno With The Calvin Owens Blues Orchestra  — Es Tu Booty (Sawdust Alley Records)
- 2000: Calvin Ownes And His Blues Orchestra — Stop Lying In My Face (Sawdust Alley Records)
- 2000: Calvin Owens & The Calvin Owens Blues Orchestra — The Best Of (Sawdust Alley Records)
- 2000: The Calvin Owens Show — Keeping Big Band Blues Alive (Sawdust Alley Records)
- 2002: Calvin Owens & The Calvin Owens Blues Orchestra — The House Is Burnin' (Topcat Records)
- 2006: Trudy Lynn With The Calvin Owens Blues Orchestra — I’m Still Here (Sawdust Alley Records)
- 2006: The Calvin Owens Show vol.2 — I Ain't Gonna Be Yo' Dog No Mo' (Sawdust Alley Records)
- 2007: The Calvin Owens Show vol.3 — Houston Is The Place To Be (Sawdust Alley Records)
- 2008: Evelyn Rubio Y Calvin Owens Orquestra Azul Con Jesse Flores — La Mujer Que Canta Blues – I'm Still Here (без лейбла) [5] [6]